# Animazione flash
Il termine Animazione flash, o Flash animation, o anche Flash cartoon, indica un file creato mediante il software Adobe Flash (o simili), di tipo ShockWave Flash, con estensione .swf. Si tratta, in sostanza, di un cartone animato che può essere realizzato sia in grafica raster (rappresentando i singoli frame poi visualizzati in rapida successione), sia mediante grafica vettoriale. L'animazione può diventare anche interattiva, se alle immagini si aggiungono oggetti con codice scritto in ActionScript, linguaggio di scripting event-driven incluso nel software.
Nonostante i limiti di fruibilità nel caso di connessioni alla rete con Modem a 56 Kbps, questa tecnica si è diffusa molto nel Web sia per la realizzazione di siti, sia per la produzione di cartoni animati amatoriali pubblicati on-line (i cosiddetti web cartoons) e, grazie alla sua economicità, è alla base di serie televisive, spot pubblicitari, lungometraggi e cortometraggi animati.
Tra i software in grado di produrre file in formato .swf, si possono elencare Toufee, KoolMoves, Express Animator e Anime Studio.
In una accezione più ampia, il termine Flash Animation non include soltanto i file con estensione .swf, ma anche tutti quei cartoni animati che presentano caratteristiche quali colorazione a tinte unite, movimenti non puliti o realizzati in maniera sbrigativa.
Adobe Flash è stato ufficialmente abbandonato il 31 dicembre 2020.

## Storia
Il primo utilizzo di rilievo del formato di animazione Adobe Flash è stato da parte del creatore di Ren & Stimpy John Kricfalusi. Il 15 ottobre 1997, ha lanciato The Goddamn George Liquor Program, la prima serie di cartoni animati prodotta appositamente per Internet. La serie era interpretata da George Liquor (un personaggio immaginario che si dice abbia posto fine al lavoro di Kricfalusi in Ren & Stimpy ) e il suo ottuso nipote Jimmy The Idiot Boy. Successivamente, Kricfalusi ha prodotto altri progetti animati con Adobe Flash Professional, inclusi diversi cortometraggi online per Icebox.com, spot televisivi e un video musicale. Subito dopo, i cartoni animati web hanno iniziato ad apparire su Internet con maggiore regolarità.
Il 26 febbraio 1999, in una pietra miliare per l'animazione Adobe Flash, la popolare serie web WhirlGirl è diventata la prima serie web animata Adobe Flash regolarmente programmata quando è stata presentata in anteprima sul canale premium via cavo Showtime in una trasmissione televisiva senza precedenti e rilascio simultaneo sul sito web Showtime. Creato da David B. Williams e prodotto da Visionary Media, lo studio da lui fondato, WhirlGirl segue le avventure di una giovane supereroina che lotta per la libertà in un futuro governato da un onnipotente "impero mediatech". La serie è stata lanciata originariamente nella primavera del 1997 come fumetto web con animazione e suono limitati. Dopo aver ottenuto partner di syndication online, inclusiLycos.com e WebTV, la serie ha adottato per la prima volta l'animazione Adobe Flash nel luglio 1998. Dopo il suo debutto in Showtime, l'eroina titolare è apparsa in oltre 50 webisodi Adobe Flash sul sito web di Showtime  e ha recitato in un multimediale da un milione di dollari Showtime campagna di marketing.
I Von Ghouls sono andati in diretta nel novembre 1999, presentando il primo gruppo musicale con episodi di cartoni animati online che includono canzoni originali, sulla scia dei cartoni animati del sabato mattina degli anni '70. Un certo numero di siti di portali popolari presentavano animazioni Adobe Flash durante il boom delle dot-com alla fine degli anni '90, tra cui Newgrounds, Icebox, MondoMedia, CampChaos, MediaTrip, Bogbeast e AtomFilms. Stan Lee, il defunto fondatore della Marvel Comics, ha lanciato un sito di fumetti animati.
Internet ha visto anche la proliferazione di molti siti di cartoni animati Adobe Flash per soli adulti. Alcuni degli spettacoli di quel periodo sono passati ai media tradizionali, tra cui Queer Duck, Gary the Rat, Happy Tree Friends e i cortometraggi di JibJab dalla mentalità politica. Di tanto in tanto, la tendenza è stata invertita: dopo essere stati cancellati sia dalla ABC che dalla Fox, Atom Films e Flinch Studio hanno creato episodi solo in rete di The Critic nel 2000-2001. In un altro caso, Adobe Flash è quasi passato al grande schermo.
Nel 2000, un'altra pietra miliare nel mondo dell'animazione si è verificata quando la prima animazione Adobe Flash di qualità broadcast è andata in onda in televisione. Il video musicale di Dice Raw "Thin Line between Raw and Jiggy" è apparso sul grande schermo a Resfest 2000, in televisione tramite BET e sul Web su siti come Sputnik7.com, Shockwave.com, Heavy.com ed è stato anche incluso con il CD. La sua creazione è diventata una delle prime produzioni di intrattenimento convergenti della storia dei media.
Diverse case discografiche hanno sperimentato il rilascio di video musicali animati per promuovere le pubblicazioni dei loro artisti online, tra cui Madonna, Beastie Boys e Tenacious D; tuttavia, nessuno è diventato il successo che ha consentito l'espansione dei video musicali animati in Flash. Adam Sandler e Tim Burton, tra gli altri, hanno pubblicato opere animate originali solo su Internet, ma non sono stati in grado di ideare modelli finanziari di successo e la tendenza si è dissipata, in gran parte a causa della mancanza di sistemi di micro-pagamento praticabili.
Diverse famose serie online sono attualmente prodotte in Adobe Flash Professional, come Off-Mikes, vincitore di un Emmy Award, prodotto da ESPN e Animax Entertainment; Gotham Girls e Lobo, prodotto dalla Warner Bros.; Crime Time, prodotto da Future Thought Productions e Homestar Runner, prodotto da Mike e Matt Chapman.
Altri spettacoli televisivi, come ad esempio Home Movies, Harvey Birdman, Attorney at Law, e Ballmastrz: 9009 che sono tutti in onda su Cartoon Network's Adult Swim blocco di programmazione, sono passati a Adobe Flash Professional da altre tecnologie di animazione e su Disney XD con calcio Buttowski: Suburban Daredevil.
Molti festival di film d'animazione hanno risposto alla popolarità dell'animazione Adobe Flash aggiungendo categorie separate in concorso per "cartoni animati web" o "cartoni animati Internet". Inoltre, sono stati istituiti diversi concorsi Adobe Flash esclusivamente basati sul web.
Adobe Flash Professional è stato rinominato Adobe Animate nel 2016 per riflettere più accuratamente la sua posizione di mercato, poiché oltre un terzo di tutti i contenuti creati in Animate utilizzava HTML5 e anche per evitare confusione tra Adobe Flash Professional e Adobe Flash Player poiché sono completamente diversi prodotti.

## Distribuzione
Sebbene la creazione di animazioni utilizzando Adobe Animate potesse essere molto più semplice e meno costosa delle tecniche di animazione tradizionali, la quantità di tempo, denaro e abilità richiesta per produrre un progetto utilizzando il software dipende dal contenuto e dallo stile scelti. La distribuzione su Internet era notevolmente più semplice e meno costosa della trasmissione televisiva e siti Web come Newgrounds fornivano hosting gratuiti. Molte animazioni Adobe Flash sono state create da artisti individuali o dilettanti e molte che venivano distribuite per la prima volta sul web sono diventate abbastanza popolari da essere trasmesse in televisione, in particolare su reti come MTV e G4.

## Studi professionali
La produzione di animazioni Adobe Flash godeva di una notevole popolarità nei principali studi di animazione di tutto il mondo, poiché gli animatori sfruttavsno la capacità del software di organizzare un gran numero di risorse (come personaggi, scene, movimenti e oggetti di scena) per un successivo riutilizzo. Poiché i file Adobe Animate erano in formato vettoriale, potevano essere utilizzati per trasferire l'animazione su una pellicola da 35 mm senza alcun compromesso in termini di qualità dell'immagine. Nel 2003, Big Idea Entertainment ha utilizzato Animate (quando si chiamava Flash) per realizzare Larryboy: The Cartoon Adventures. Questa funzione era utilizzata da diversi animatori indipendenti in tutto il mondo, tra cui Phil Nibbelink, che ha visto il suo lungometraggio di 77 minuti Romeo & Juliet: Sealed with a Kissuscito nelle sale nel 2006, e Nina Paley, che ha distribuito Sita Sings the Blues nel 2008. Per il film 50 Magical Years di Disneyland con il live action Steve Martin che interagisce con Paperino, l'animazione disegnata a mano di Paperino è stata ripulita e colorata in Flash. The Drawn Together Movie: The Movie!, un film diretto in DVD della serie animata Drawn Together, prodotto da Comedy Central e pubblicato nell'aprile 2010, ha scartato l'animazione tradizionale della serie e ha utilizzato l'animazione Flash.

## Creazione di animazioni Adobe Flash da altri software
Sono disponibili numerosi altri pacchetti software che possono creare output nel formato .swf. Tra questi ci sono Vyond, Toon Boom, Xara Photo & Graphic Designer, Serif DrawPlus, Toufee, Express Animator, CelAction 2D e Anime Studio. Questi front-end spesso forniscono supporto aggiuntivo per la creazione di cartoni animati, in particolare con strumenti più personalizzati per animatori formati tradizionalmente, oltre a rigging aggiuntivo per i personaggi, che possono accelerare notevolmente l'animazione dei personaggi.

## Esempi di animazione Flash
- Brackenwood
- Xiao xiao
- Salad Fingers
- Happy Tree Friends
- Gino il pollo
- Mucha Lucha
- Pucca
- A tutto reality
- The World of Stainboy
- Due fantagenitori (St. 10+)
- Faireez
- Rubicchio, su rubicchio.it. URL consultato il 15 febbraio 2019 (archiviato dall'url originale il 31 dicembre 2014).